# Diigo
Diigo és un sistema personal de gestió de la informació que serveix per a construir una biblioteca personal al núvol. Inclou: un marcador d'enllaços web, un bloc de notes, un arxiu d'imatges i documents, així com una selecció de textos destacats. El nom Diigo, és un acrònim que deriva de l'anglès "Digest of Internet Information, Groups and Other stuff".
L'aplicació permet:
- Organitzar la informació en llistes o etiquetes.
- Crear o participar en grups (públics o privats) per a compartir adreces d'interès.
- Guardar seleccions de text i marcacions a les pàgines desades.
- Fer captures de pantalla.
- Construir una xarxa personal d'aprenentatge.[1]

Diigo ha desenvolupat aplicacions per a dispositius mòbils Android, iPad i iPhone. També es pot instal·lar com a barra d'eines als principals navegadors web, entre els quals: Internet Explorer, Chrome, Firefox, Safari i Opera.
Diigo és dels 25 millors webs per ensenyar i aprendre segons l'American Association of School Librarians (2009), el millor marcador d'enllaços segons Open web Awards i el millor startup segons el NCET.
La versió beta de Diigo es va situar entre les deu primeres eines d'investigació segons CNET el 2006.
El navegador Diigo per iPad, conegut com a iChromy en el seu llançamental maig del 2011, disposa de navegació amb pestanyes i barra d'adreces Omnibox que fusiona la barra d'acreces tradicional dels navegadors amb la barra de cerca.